# 安德斯·古斯塔夫·埃克伯格
安德斯·古斯塔夫·埃克伯格（Anders Gustaf Ekeberg，1767年1月16日—1813年2月11日）是一位瑞典分析化学家，于1802年发现了钽。他的听力受损严重。